# 성별격리

남녀 화장실의 분리는 성별격리의 대표적인 예이다.

성별격리(性別隔離, Sex segregation)는 사람을 생물학적 성별에 따라 물리적, 법적, 문화적으로 나누는 것이다.
오늘날 성별격리는 논쟁의 대상이 되고 있다. 성별격리의 비판자들은 성별격리가 인권과 능력을 침해하는 것이며 경제적 비효율성을 야기할 수 있다고 주장한다. 한편 옹호자들은 특정 종교 및 사회 문화 역사의 중심에 성별격리가 존재하는 전통이 적지 않다고 주장한다. 역으로 급진적 여성주의 등에서는 남성이 없는 공간을 여성에게 제공하기 위하여 성별격리의 일종인 여성전용공간을 옹호하기도 한다.
성별격리를 시행했을 경우에, 대부분 여성만이 이용할 수 있는 시설과, 남성 여성 모두가 이용할 수 있는 시설로 구분을 해서, 남성들은 여성 공포증이 있어도, 여성이랑 같은 공간에 있어야 하는 경우가 대부분이다.

## 같이 보기
- 단성교육